# Керманшах
Керманшах (перс. كرمانشاه) је град Ирану у покрајини Керманшах. Према попису из 2006. у граду је живело 794.863 становника.

## Становништво
Према попису, у граду је 2006. живело 794.863 становника.
| 1986.   | 1991.   | 1996.   | 2006.   |
| ------- | ------- | ------- | ------- |
| 560.514 | 624.084 | 692.986 | 794.863 |